# Analklappe
Als Anal- bzw. Afterklappen werden die Reste der Sklerite des 11. Abdominalsegments bei Insekten bezeichnet. Bei Analklappen wird zwischen dem dorsal liegende, unpaare Epiprokt und den seitlich (lateral) darunter liegenden paarigen Paraprokten unterscheiden. Bei den meisten Insekten umgeben die Afterklappen spangenartig den After und den Endring (Periprokt). 
Eine besondere Funktion übernehmen die drei Sklerite bei den Larven der Kleinlibellen (Zygoptera). Hier sind alle drei Hartteile zu blattförmigen Tracheenkiemen ausgezogen und ermöglichen die Atmung im Wasser.